# 아얌

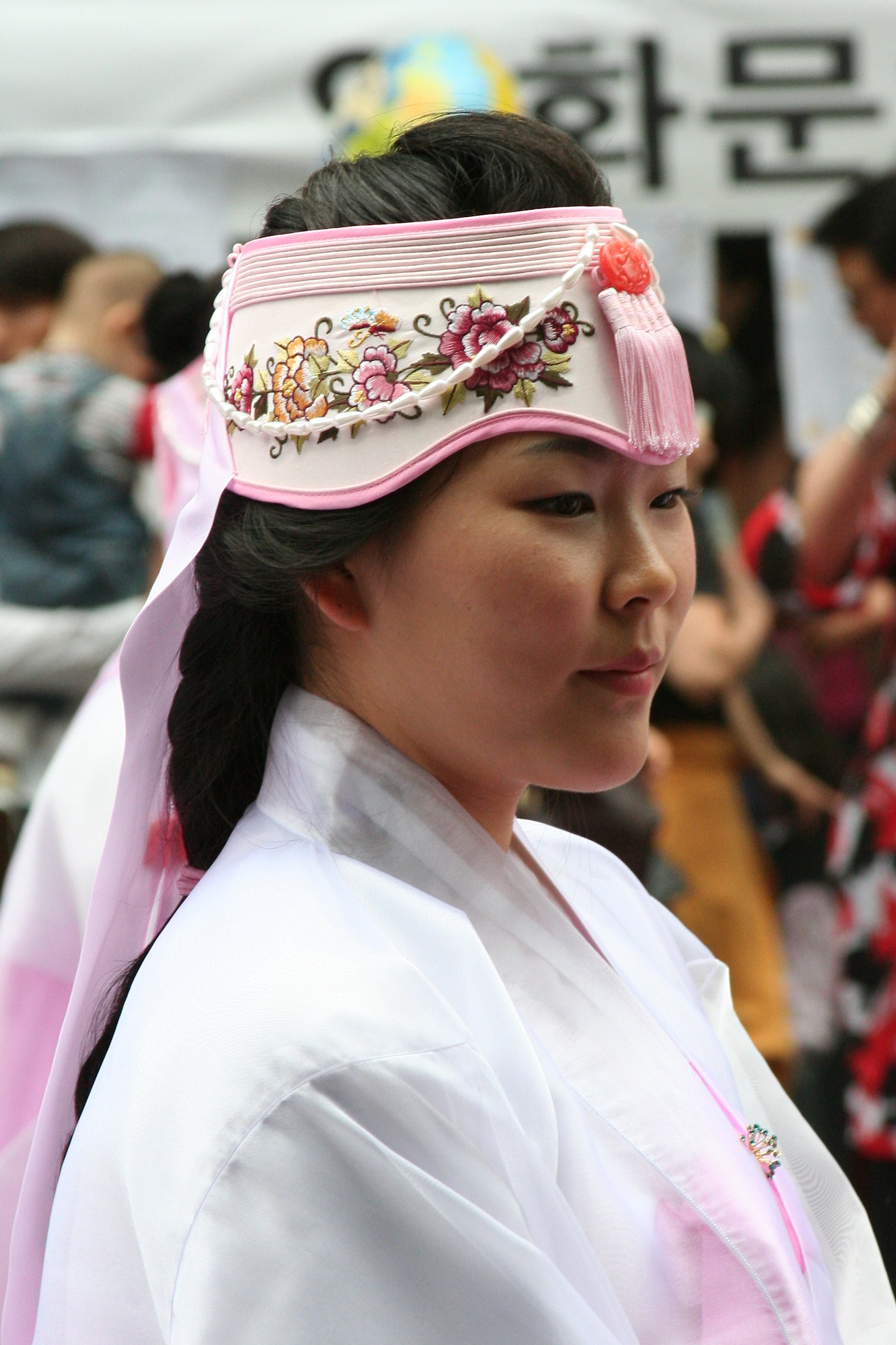
아얌

아얌은 말 그대로 '이마를 가린다'는 뜻으로 액엄이라고도 하며, 조선 시대(1392~1910) 겨울에 부녀자들이 나들이할 때 춥지 않도록 머리에 쓰던 물건으로 이마만을 덮고 귀는 내놓으며, 뒤에는 아얌드림을 늘어뜨린다.
아얌은 장식용으로 이목을 끄는 장식용품이었기에 여인들 사이에서 인기가 많았다. 때문에 남에게 잘 보이려고 간사스럽게 굴다라는 뜻으로 "아얌 떨다"라는 말을 썼으며 이 말이 나중에 "아양 떨다"라는 말로 굳어지게 되었다.
아얌은 겨울철의 추위를 막기 위해서 널리 쓰이다 나중에 조바위가 등장하기 시작하면서 점차 그 쓰임새가 줄어들면서 자취를 감추게 된다. 아얌은 보통 젊은 층에서 썼으며 조바위는 노인층에서 쓰던 것이나 조바위가 널리 퍼지면서 금방 사라지게 된다.
신분 상으로 아얌은 반인 부녀자들에게 널리 사용되었으며 신분을 나타내는 복식이기도 하다. 이서(吏胥)라고 하는 계급층이 조선 초기에 야마를 입었다고 언급하는 역사적 기록이 있지만 형상이 조선후기의 것과 동일했는지는 분명하지 않다.

## 같이 보기
- 한복
- 화관
- 족두리
- 조바위
- 한국의 의상 목록